# Mazkeret Batya Silverbacks 2016-2017
Questa voce raccoglie le informazioni riguardanti i Mazkeret Batya Silverbacks nelle competizioni ufficiali della stagione 2016-2017.

## Israel Football League 2016-2017

### Stagione regolare
| Mazkeret Batya 10 dicembre 2016, ore 20:30 | Mazkeret Batya Silverbacks | 6 – 44 (6-7 0-13 0-22 0-2) referto | Ramat HaSharon Hammers | (23 spett.) |

| Mazkeret Batya 17 dicembre 2016, ore 20:30 | Mazkeret Batya Silverbacks | 6 – 12 (d.t.s.) (0-0 0-6 0-0 6-0 0-6) referto | Beersheva Black Swarm | (18 spett.) |

| Tel Aviv 30 dicembre 2016, ore 10:30 | Tel Aviv Pioneers | 56 – 9 (16-3 20-0 14-6 6-0) referto | Mazkeret Batya Silverbacks | Università di Tel Aviv (36 spett.) |

| Petah Tiqwa 5 gennaio 2017, ore 20:30 | Petah Tikva Troopers | 60 – 0 (8-0 22-0 16-0 14-0) referto | Mazkeret Batya Silverbacks | Stadio HaMoshava (38 spett.) |

| Mazkeret Batya 14 gennaio 2017, ore 21:00 | Mazkeret Batya Silverbacks | 7 – 20 (0-8 0-6 0-6 7-0) referto | Haifa Underdogs | (13 spett.) |

| Ramat HaSharon 26 gennaio 2017, ore 20:00 | Ramat HaSharon Hammers | 28 – 0 (0-0 14-0 8-0 6-0) referto | Mazkeret Batya Silverbacks | Dudu Dotan (18 spett.) |

| Mazkeret Batya 4 febbraio 2017, ore 21:00 | Mazkeret Batya Silverbacks | 6 – 54 (0-22 0-16 6-8 0-8) referto | Petah Tikva Troopers | (17 spett.) |

| Be'er Sheva 11 febbraio 2017, ore 21:00 | Beersheva Black Swarm | 30 – 20 (6-14 14-0 2-0 8-6) referto | Mazkeret Batya Silverbacks | Micha Reisser Field (31 spett.) |

| Ma'ale Adummim 23 febbraio 2017, ore 21:00 | Judean Rebels | 26 – 6 (14-6 12-0 0-0 0-0) referto | Mazkeret Batya Silverbacks | Toto Stadium (20 spett.) |

| Mazkeret Batya 11 marzo 2017, ore 21:00 | Mazkeret Batya Silverbacks | 6 – 62 | Jerusalem Lions |  |

### Statistiche di squadra
| Competizione      | %Vittorie | In casa | In casa | In casa | In casa | In casa | In casa | In trasferta | In trasferta | In trasferta | In trasferta | In trasferta | In trasferta | Totale | Totale | Totale | Totale | Totale | Totale |
| Competizione      | %Vittorie | G       | V       | N       | P       | Pf      | Ps      | G            | V            | N            | P            | Pf           | Ps           | G      | V      | N      | P      | Pf     | Ps     |
| ----------------- | --------- | ------- | ------- | ------- | ------- | ------- | ------- | ------------ | ------------ | ------------ | ------------ | ------------ | ------------ | ------ | ------ | ------ | ------ | ------ | ------ |
| Stagione regolare | .000      | 5       | 0       | 0       | 5       | 31      | 192     | 5            | 0            | 0            | 5            | 35           | 200          | 10     | 0      | 0      | 10     | 66     | 392    |
| Totale            | .000      | 5       | 0       | 0       | 5       | 31      | 192     | 5            | 0            | 0            | 5            | 35           | 200          | 10     | 0      | 0      | 10     | 66     | 392    |